# Trichopelma astutum
Trichopelma astutum là một loài nhện trong họ Barychelidae. Loài này phân bố ờ Venezuela.